# Червеняк білогорлий
Червеня́к білогорлий (Chamaetylas choloensis) — вид горобцеподібних птахів родини мухоловкових (Muscicapidae). Мешкає в Малаві і Мозамбіку.

## Опис
Довжина птаха становить 16 см. Верхня частина тіла рудувато-коричнева, нижня частина тіла білувата. Щоки сірувато-коричневі. Хвіст темно-коричневий, на кінці білий.

## Підвиди
Виділяють два підвиди:
- C. c. choloensis (Sclater, WL, 1927) — південь Малаві, гора Чіпероне[en] (захід центрального Мозамбіку);
- C. c. namuli (Vincent, 1933) — гора Намулі[en] (північ центрального Мозамбіку).

## Поширення і екологія
Білогорлі червеняки живуть в підліску гірських тропічних лісів. Зустрічається переважно на висоті від 1200 до 1700 м над рівнем моря, в негніздовий період зустрічається на висоті від 700 м над рівнем моря.

## Поведінка
Білогорлі червеняки живляться комахами. Щільність їх популяції залежить від наявності мурашників, оскільки білогорлі червеняки ловлять комах, які тікають від мурах. Сезон розмноження триває з вересня по січень.

## Збереження
МСОП класифікує цей вид як вразливий. Білогорлим червенякам загрожує знищення природного середовища.